# 請西藩
請西藩（日语：／ Jōzai han */?）是日本江戶時代其中一個藩。位於上總國望陀郡請西村。藩廳位於請西陣屋。當初在望陀郡貝淵村設置貝淵陣屋。因此早期亦被稱為貝淵藩。此外明治時代初期設立的櫻井藩使用原有的貝淵陣屋。

## 藩史

### 貝淵·請西藩
藩主林家自稱是小笠原氏的支流，松平親氏年代仕奉松平氏為三河譜代的家柄。江戶時代每代為旗本。林忠和時期獲小量加封成為3000石的知行。之後林家經過了忠勝、忠久、忠篤、忠英四代。1787年7月德川家齊成為了將軍，林忠英就任小姓，後來獲家齊賞識，成為了寵臣。1796年林忠英繼承家督由小姓番組頭格、御用取次見習、側御用取逐漸升格。1822年加增至7000石知行。
1825年忠英就任若年寄再加增3000石，合計1萬石成為大名，成立貝淵藩。1834年12月再加封3000石。後來因增築江戶城再加封5000石，合計18,000石。1841年德川家齊死亡，德川家慶及水野忠邦作天保改革，領地被減封8000石，革去若年寄一職，7月將忠英強行隱居，由林忠旭繼任。
1843年進行天保改革，貝淵藩被任命執行印旛沼堀割普請的手傳普請。家齊死後失去了8000石土地，對財政造成壓迫。
1850年11月，忠旭將陣屋移至貝淵爾西的請西村，並改名為請西藩。第三代藩主忠交在任伏見奉行期間過身。忠交嫡男忠弘仍然年幼，由其弟忠祟成為藩主。忠崇對幕府完全效忠，戊辰戰爭在幕府瓦解後積極支援舊幕府軍。在關東戰敗後轉戰東北方地方。忠祟的行動，使新政府憤怒，將領地完全沒收，成為唯一被領地全沒收的藩。

### 明治時代的林家
忠崇在得知德川家獲允以駿府70萬石大名資格存續後，在仙台向新政府投降，事後忠祟被幽禁在江戶唐津藩邸。1869年林忠弘繼續林家，身份是東京府士族，收入300石。忠崇在1872年被政治赦免，但是俸祿先後被削減乃至取消，因此生活艱苦。
1889年明治政府發佈大日本帝國憲法，林家及舊藩士參與復權運動。1893年成為華族，林忠弘為男爵，忠崇則為無爵位的華族。此外，忠崇在1941年才病逝，被稱為「最後的大名」。

### 櫻井藩
1868年7月13日，駿河國小島藩1萬石藩主松平信敏遷移到上總國設立櫻井藩。最初在上總國周准郡南子安村設置陣屋，但該地交通不便。翌年3月移寺到櫻井陣屋。不過櫻井陣屋是貝淵陣屋的原址，不過為免與朝敵有所關係，使用鄰村的櫻井村為名。信敏在藩內進行治水工程。
1871年因廢藩置縣而廢藩，成為櫻井縣，後來經改編後成為木更津縣，最後與印旛縣成為了千葉縣的一部份。

## 藩主

### 貝淵請西藩
林家 
譜代 1万石→1万3000石→1万8000石→1万石（1825年-1868年）
1. 忠英
2. 忠旭
3. 忠交
4. 忠崇

### 櫻井藩
松平（瀧脇）家

譜代 1万石（1868年-1872年）
1. 信敏